# Francisco Barrios "El Mastuerzo"
El Mastuerzo, nombre artístico de Francisco Arturo Barrios Martínez (Tulancingo, Hidalgo, 23 de noviembre de 1955) es un músico, compositor, actor y productor de música mexicano.

## Biografía
Nació el 23 de noviembre de 1955 en Tulancingo, en el estado mexicano de Hidalgo. Llegó a la Ciudad de México en 1971, 
se integró al grupo Los Nakos en 1976, en donde cantaba, tocaba la batería y las percusiones. En el contexto de la Guerra sucia en México, Barrios se integró a distintas agrupaciones y colectivos críticos al gobierno. En 1983 integró Botellita de Jerez con Armando Vega Gil y Sergio Arau, agrupación que tuvo distintos periodos de actividad y alineaciones y que también se les conoce como Los Botellos. En este grupo tocó la batería y cantó. A partir de 1995, luego de la segunda separación de Botellita de Jerez, decidió iniciar una carrera en solitario componiendo rolas: canciones sólo con su voz y una guitarra. En esos mismos años encabezó el movimiento de los roleros o roleristas. Participó con sus canciones como activista en movimientos sociales como el del Ejército Zapatista de Liberación Nacional.
Ante la salida de Sergio Arau de Botellita de Jerez en diciembre de 2012, decidió continuar de nueva cuenta con la ahora llamada "HH Botellita de Jerez" que no es más que la misma banda pero con la alineación de 1991, integrada por: El Mastuerzo, Armando Vega-Gil, Santiago Ojeda y Rafael González "Sr. González". 
El estilo de Barrios implica el activismo social, comparable a Rockdrigo o Bob Dylan. Debido a ese mismo activismo en causas sociales y acercamiento contracultural, es cercano al género de canción de protesta y trova. 
En 2022 realizó la serie La otra canción ¿cuando vienes a cantar a la casa? para la el canal de televisión Capital 21 en donde entrevistó a diversas compositoras y compositores mexicanos como Vivir Quintana, Armando Rosas, Muna Makhlouf, Rafael Catana, León Chávez Teixeiro, Ali Gua Gua y Gerardo Enciso.

## Obras

### Discografía

#### Álbumes
- 1996: Prohibido.
- 2001: Podrid@ Francisco Barrios El Mastuerzo y Karne de res.
- 2005: Kbezakhabla Zabalburu.
- 2006: Tributo a la Otra Kancion Popular Mexikana, Rolópera en Seis Movimientos .
- 2012 Guadalupe Reyes-Suite para dormir la mona
- 2014: El Mastuerzo y los Jijos del Maíz
- 2020: Directo desde Barnasants

##### Con Botellita de Jerez
- Botellita de Jerez (álbum) (1985)
- La venganza del Hijo del Guacarock (1985)
- Naco es Chido (1987)
- Niña de mis Ojos (1989)
- Busca Amor (1990)
- Todo lo que digas será al revés (1992)
- Forjando Patria (1994)
- Superespecial Un Plug (1996)
- El Último Guacarrock (1998)
- #NoPinchesMames (2017)

#### Participaciones
- Los Nakos por Los nakos (Ediciones Nvl, 1976).
- La Lengua por Los nakos (Ediciones Nvl, 1980)
- Del surrealismo, la picaresca y el humor por José de Molina, Sergio Magaña y Los nakos (Ediciones nvl, 1981).
- Contraconfesiones por José de Molina. (Ediciones Nvl, 1982).
- Manifiesto por José de Molina. (Ediciones Nvl, 1983).
- Terremotos por José de Molina. (Ediciones Nvl, 1986).

- 2001 - Piedras verdes (soundtrack)
- 2010 - Naco es Chido (soundtrack)

### Telenovelas
- 1990 - Alcanzar una estrella, como Pancho

### Películas
- 1986 -  Chido Guan, El Tacos de Oro
- 1992 - Más que alcanzar una estrella
- 2009 - Naco es chido
- 2011- La Brújula la Lleva el Muerto
- 2012- El Invitado de Piedra